# Sayula, Jalisco
Sayula är en kommunhuvudort i Mexiko.   Den ligger i kommunen Sayula och delstaten Jalisco, i den centrala delen av landet, 500 km väster om huvudstaden Mexico City. Sayula ligger 1 373 meter över havet och antalet invånare är 25 312.
Terrängen runt Sayula är varierad. Runt Sayula är det ganska tätbefolkat, med 111 invånare per kvadratkilometer. Sayula är det största samhället i trakten. Omgivningarna runt Sayula är en mosaik av jordbruksmark och naturlig växtlighet.